# 455 Bruchsalia
455 Bruchsalia è un asteroide della fascia principale. Scoperto nel 1900, presenta un'orbita caratterizzata da un semiasse maggiore pari a 2,6558563 au e da un'eccentricità di 0,2945741, inclinata di 12,01490° rispetto all'eclittica.
Il suo nome è dedicato alla città tedesca di Bruchsal, nel Baden-Württemberg, città natale di Secretary Nokk, che promosse la costruzione dell'osservatorio di stato di Heidelberg-Königstuhl.